# Iulia Bobeică-Bulie
 Iulia Bobeică, po mężu Bulie (ur. 3 lipca 1967 w Gorbănești) – rumuńska wioślarka. Srebrna medalistka olimpijska z Barcelony.
Zawody w 1992 były jej pierwszymi igrzyskami olimpijskimi. Zajęła drugie miejsce w ósemce, była również piąta w czwórce bez sternika. Była wielokrotną medalistką mistrzostw świata, zdobywając trzykrotnie złoto, dwa razy srebro i dwukrotnie brąz tej imprezy. Brała udział w igrzyskach w 1996. 